# Méliphage grivelé
Lichmera alboauricularis
Espèce
Statut de conservation UICN

 LC  : Préoccupation mineure
Le Méliphage grivelé (Lichmera alboauricularis) est une espèce de passereaux de la famille des Meliphagidae.

## Répartition
On le trouve en Nouvelle-Guinée.

## Habitat
Il habite les mangroves tropicales et subtropicales.

## Sous-espèces
D'après Alan P. Peterson, 2 sous-espèces ont été décrites :
- Lichmera alboauricularis alboauricularis (Ramsay,EP) 1878
- Lichmera alboauricularis olivacea Mayr 1938